# Не заборави ме (филм из 2010)
Не заборави ме (енгл. Remember Me) је амерички филм из 2010. године који је режирао Ален Колтер, а сценарио писао Вил Фетерс. У њему улоге тумаче Роберт Патисон, Емили де Равин, Крис Купер, Лена Олин и Пирс Броснан.

## Радња
У Њујорку 1991. године, Алиса „Али” Крег чека са својом мајком на подземној станици воз када их опљачкају два млада лопова и побегавши у воз убију њену мајку.
Десет година касније Али је студенткиња на Унивезитету у Њујорку и живи са својим оцем, Нилом, који је детектив у њујоршкој полицији. Тајлер Хокинс такође похађа Унивезитет у Њујорку и ради у унивезитетској библиотеци. Тајлер има отуђени однос са оцем Чарлсем који је предузетник, због свог старијег брата Мајкла, који је извршио самоубиство пре пар година. Чарлс игнорише своје најмлађе дете, Каролину, према којој Тајлер има заштитнички однос.
Једне вечери Тајлер и његов цимер Ејдан упадну у тучу коју нису они изазвали и ухапси га Нил, Алин отац. Ејдан позове Чарлса да избави Тајлера из затвора, али оде пре прилике да прича са његовим оцем. Ејдан види да Нил оставља Али колима и тако схвати да му је она ћерка. Потом предложи Тајлеру да се освете детективу тако што ће Тајлер спавати са Али и онда је оставити. Тајлер и Али оду на вечеру и на крају вечери се пољубе и након те вечери наставе да се виђају. Док су у њиховом стану, Ејдан их наговори да оду на журку на којој се Али напије и почне да повраћа. Она се онесвести пре него што је Тајлер успео да сазна Нилов број. Следећег дана, она и њен отац имају велику свађу и он је ошамари. Она онда оде код Тајлера.
Каролина, која је млада уметница, учествује на изложби и Тајлер пита оца да дође на ту изложбу. Када се Чарлс не појави Тајлер се суочи са њим у соби за састанке пуној људи, што веома изнервира његовог оца. Нилов партнер препозна Тајлера који је са али у возу, па Нил упада у Тајлеров стан и суочи се са њим. Тајлер потом изазове Нила тако што му саопшти Ејданов план и почетне разлоге за упознавање са Али, што га потом доведе у ситуацију да све призна Али. Она га напусти и врати се својој кући. Ејдан одлучи да посети Али и да јој призна да је све његова кривица и да је Тајлер заиста заљубљен у њу.
Каролину малтретирају њени другари из разреда тако што јој на рођенданској журци одсеку косу. Али и Ејдан одлучују да посете стан Тајлерове мајке и тамо затичу Каролину како плаче. Тајлер испраћа своју сестру до школе и када они почну да је зезају због фризуре Тајлер направи фрку и заврши опет у затвору. Чарлс је одушевљен што се Тајлер заузео за своју сестру и жели да се састане с њим и адвокатима у канцеларији.
Тајлер потом проведе ноћ са Али и током ње признају да се воле након што су спавали заједно. Чарлс одведе Каролину у школу. Позове Тајлера да га обавести о овоме и да ће због тога каснити. Тајлер је срећан што његов отац проводи време са Каролином. Тајлер каже Чарлсу да ће га сачекати у канцеларији. Потом погледа на Чарлсов компјутер на ком се нижу фотографије њега, Мајкла и Каролине када су били млађи.
Након што Чарлс остави Каролину испред школе, она се налази у учионици, на часу, а учитељица на табли исписује датум 11. септембар 2001. године. Тајлер је приказан како гледа кроз прозор очеве канцеларије, која се налази на 101. спрату северне куле Светског трговинског центра. Онда кад терористички напади почну, остатак породице, Али и Ејдан погледају ка кулама пре него што камера покаже Тајлеров дневник. Тада Тајлер говори да му Мајкл недостаје, да га воли и да му опрашта што се убио. Тајлер је сахрањен поред Мајкла.
Након неког времена можемо видети да Чарлс и Каролина имају здрав однос, Ејдан је у међувремену истетовирао Тајлерово име и напорно ради у школи, а Али је посетила место где јој је мајка убијена.

## Улоге
- Роберт Патисон глуми Тајлер Китс Хокинса.
- Емили де Равин глуми Алису „Али” Крег.
- Крис Купер глуми Нила Крега, Алиног оца.
- Лена Олин глуми Дајану Хирш, мајку Тајлера, Мајкла и Каролине.
- Пирс Броснан глуми Чарлса Хокинса, оца Тајлера, Мајкла и Каролине.
- Руби Џеринс глуми Каролину Хокинс.

У филму се појављују и глумци и глумице Марта Плимптон, Тејт Елингтон, Кејт Бартон, Пејтон Лист, Грегори Џбара, Крис Мекини и данашња војвоткиња од Сасекса Меган Маркл.

## Премијера
Филм је премијерно приказан 1. марта 2010. године. у Париском позоришту у Њујорку. Већ од 12. марта је почео са приказивањем и на другим местима. ДВД и Блу-реј издања излазе 22. јуна 2010. године.

## Пријем

### Критика
Ротен Томатоус сајт је дао филму оцену „Rotten” са 27% на основу 108 критика. Метакритик даје филму 40 од 100, на основу 29 критика, наводећи да је филм добио „помешане и просечне оцене”. Различити критичари су имали врло помешане оцене овог филма. Неки сматрају да је режиран и осмишљен како треба, али да му недостаје "оно нешто". Многи су критиковали начин на који се филм завршио, то јест, финални обрт. 

### Зарада
Филм је зарадио 8.089.139 америчких долара током првог викенда приказивања. До 6. јула та цифра се попела на 56.032.889 америчких долара. 

## Номинације
Роберт Патисон је за ову улогу био номинован, а потом и освојио награду за најбољег глумца у категорији драма на Teen Choice Awards 2010. године. Филм је био номинован у овој категорији, ал није освојио награду. Роберт Патисон је био номинован за најбоњег глумца на још две манифестације, али није освојио те номинације.

## Музика
Музичка нумера за овај филм објављена је 9. марта 2010. године. Марсело Зарвос је главни композитор. У филму се појављује 26 песама. 